# Drosophila sahyadrii
Drosophila sahyadrii este o specie de muște din genul Drosophila, familia Drosophilidae, descrisă de Prakash și C. Adinarayana Reddy în anul 1979. Conform Catalogue of Life specia Drosophila sahyadrii nu are subspecii cunoscute.